# Туреак (Бистрица-Насауд)
Туреак (рум. Tureac) насеље је у Румунији у округу Бистрица-Насауд у општини Тиха Баргаулуј. Oпштина се налази на надморској висини од 571 m.

## Становништво
Према подацима из 2002. године у насељу је живело 2532 становника.

### Попис2002.
| Расподела становништва по националности 2002.‍ | Расподела становништва по националности 2002.‍ | Расподела становништва по националности 2002.‍ | Расподела становништва по националности 2002.‍ | Расподела становништва по националности 2002.‍ |
| --------------------------------------------- | --------------------------------------------- | --------------------------------------------- | --------------------------------------------- | --------------------------------------------- |
|                                               |                                               |                                               |                                               |                                               |
| Румуни                                        | Румуни                                        |                                               | 2.351                                         | 93,0%                                         |
| Роми                                          | Роми                                          |                                               | 176                                           | 7,0%                                          |